# Орлове (Мелітопольський район)
Орло́ве — село в Україні, у Мелітопольському районі Запорізької області. Входить до складу Терпіннівської сільської громади. Населення становить 1105 осіб.
Орлове майже вдвічі крупніше Світлодолинського, сільраді якого воно було підпорядковане, і є найбільшим у Мелітопольському районі селом, яке не мало власної сільради.

## Географія
Село Орлове розташоване на лівому березі річки Курушан, вище за течією на відстані 2 км розташоване село Курошани (Пологівський район). Село витягнуто вздовж річки на 8 км.
Відстань до райцентру становить близько 42 км і проходить автошляхом Т 0401.

## Історія
Село Орлове включає в себе 4 колишніх менонітських колонії: Орлове (Orloff), Тіге (Tiege, східна частина нинішнього села), Блюменорт і Розенорт. Всі 4 колонії були засновані в 1805 році і названі на честь сіл Західної Пруссії. До 1871 року вони входили в Молочанський менонітський округ, потім — в Гальбштадтську (Молочанськ) волость Бердянського повіту.
В Орловому працювали майстерня сільськогосподарської техніки Я. Классена, оцтовий завод, торгова лавка братів Реймер.
Діяла школа (з 1844 року), центральне училище (1860), середнє жіноче училище (1908), школа. З 1910 року в селі діяла приватна лікарня.
У Тіге працював оцтовий завод братів Реймер. З 1881 року діяло училище для глухонімих.
В Орловому проходили 1-й Загальний менонітський конгрес (14-18 серпня 1917) і конгрес менонітів України (18-21 серпня 1918).
У 1922—1924 роках в Орловому знаходилося Центральне правління Союзу громадян голландського походження.
В 1928 році в селі були організовані колгоспи «Дружба» та «Надія».
У 1930-і роки населення Орлово і прилеглих сіл Тіге та Блюменорт зазнали масових політичних репресій.
25 вересня 1941 року, коли окупація Мелітопольського району німецькими військами стала неминуча, органи НКВД почали операцію з депортації етнічних німців і менонітів. Меноніти Орловського сільради були зібрані на залізничній станції Ліхтенау і відправлені на Крайня Північ Росії або в Середню Азію. Коли на початку жовтня Орлове було зайнято німецькими військами, у селі залишилося тільки 12 менонітів.
До війни в Орловому розташовувався будинок інвалідів для неповноцінних дітей. У листопаді 1941 року фашисти вивезли їх за село і розстріляли.
У жовтні 1943 року Орлове  було звільнено радянськими військами.
Незабаром після звільнення Тіге, Блюменорт і Розенорт були приєднані до Орлового, і в 1947 році Орловська сільрада вже складався з єдиного села.
До 2020 року орган місцевого самоврядування — Світлодолинська сільська рада.

## Сьогодення
Сучасне село Орлове займає територію всіх чотирьох поселень і має близько тисячі чоловік населення. В селі є школа, будинок культури з бібліотекою, фельдшерсько-акушерський пункт, церква Свідків Єгови, психоневрологічний інтернат. Обробку земель ведуть кілька фермерських господарств, сільгосппідприємців та підсобне господарство психоневрологічного інтернату.
26 грудня 2010 року у селі було освячено греко-католицьку церкву — першу церкву за часи існування села.

## Населення

### Мова
Розподіл населення за рідною мовою за даними перепису 2001 року:
| Мова            | Кількість | Відсоток |
| --------------- | --------- | -------- |
| російська       | 640       | 57.92%   |
| українська      | 453       | 41.00%   |
| болгарська      | 1         | 0.09%    |
| інші/не вказали | 11        | 0.99%    |
| Усього          | 1105      | 100%     |

## Пам'ятки
Біля села розташована балка Курушан, у якій на площі 3,5 га росте понад 100 видів рослин. З 1972 року балка є пам'яткою природи.

## Відомі люди
- Корніс Йоганн Йоганнович (1789—1848) — землевласник, менонітський державний і суспільний діяч.[9]
- Йоганн Янцен (1893—1967) — літератор, уродженець Орлового.[10] Автор оповідань «Frühlingsahnen» («Передчуття весни») і «Im Nebel» («В тумані»), написаних в стилі імпресіонізму, лауреат Горьківської премії (Харків, початок 1930-х років).[11]
- Н. О. Гора — доярка колгоспу ім. Карла Маркса, кавалер двох орденів Леніна.[12]

|                              |                          |                                                |                         |                      |
| Лікарня. Початок XX століття | Менонітська церква. 1905 | Сільське свято біля Центрального училища. 1910 | Центральна вулиця. 1918 | Сільське свято. 1918 |